# بوهوند نروژی
سگ بوهوند نروژی (انگلیسی: Norwegian Buhund)یک سگ تربیت شده از گونه اسپیتز است و با سگ گله ایسلندی و جامثوند سوئدی رابطه خویشاوندی دارد. این گونه از سگ برای مقاصد گوناگون، از مزرعه و گله تا نگهبانی و تزئینی نگهداری می‌شود.

## نام گذاری
نام بوهوند از کلمه نروژی «بو» به معنای مزرعه یا کلبه کوهستانی گرفته شده است.

## مشخصات ظاهری
بوهوند نروژی چهره‌ای چهارگوش و با اندازه‌ای کم و بیش معمولی دارد. گوش‌های او نوک‌تیز بوده و دارای بینی مشکی است. قسمت سینه این سگ کشیده و بلند است.
اندازه این سگ در دامنه ۴۳ تا ۴۵ سانتی‌متر (۱۷ تا ۱۸ اینچ) است.